# Забалуев, Станислав Михайлович
Станислав Михайлович Забалуев (30 сентября 1928, Коканд — 10 октября 1964, Москва) — советский художник-график.

## Биография
Родился 30 сентября 1928 года в Коканде.
В 1943—1948 годах учился в Пензенском училище искусств.
В 1948—1954 годах учился в Московском государственном художественном институте имени В. И. Сурикова. Руководителем его дипломной работы был Михаил Черемных. Дипломная работа состояла из нескольких плакатов.
Начиная с 1952 года, участвовал в выставках.
Был автором известных плакатов, рисовал для журналов (например, для «Весёлых картинок», «Крокодила»), газет (например, для «Сельской жизни», «Правды»). Оформлял и иллюстрировал книги для издательств «Молодая гвардия» и «Детская литература».
В 1964 году произведения Забалуева экспонировались в Канаде.
Умер 10 октября 1964 года в Москве.
В 1969 году в Москве состоялась персональная выставка работ художника.

## Известные работы

### Плакаты

#### Дипломная работа
- 1954 — «К воссоединению Украины с Россией»
- 1954 — «На целинной земле»
- 1954 — «Советская Армия»

#### Другие
- 1955 — «Напомним на всякий случай»
- 1955 — «За власть Советов!» (совместная работа с Игорем Коминарцем)
- 1956 — «Кино — наиболее массовое искусство»
- 1956 — «Не растить барчуков!»[2]
- 1957 — «Защитить и упрочить мир»
- 1959 — «Вперед, к коммунизму!» (совместная работа с Игорем Коминарцем)

### Книги издательств «Детская литература» и «Молодая гвардия»
- Курбансахатов К. Д. Глупый шах. — 1955.
- Пушков В. Д. Кто сеет ветер. — 1957.
- Соловьёв Л. В. Повесть о Ходже Насреддине. — 1958.
- Упрямый Касым. — 1959.
- Баруздин С. А. Мой сосед. — 1960.
- Ибрагимов Г. Г. Чубарый. — 1961. (переиздана в 1971)
- Богданов Н. В. Чудесники. — 1962. (переиздана в 1967)
- Богданов Н. В. Один из первых. — 1962. (переиздана в 1974)
- Привалов Б. А. Петрушка — душа скоморошья. — 1963.
- Голицын С. М. За березовыми книгами. — 1963. (переиздана в 1969)
- Беляев А. Р. Собрание сочинений. — 1964. — Т. 6.
- Сказки с хитринкой. — 1964. (переиздана в 1968, 1971 и 1976)

## Отзывы
Исполненный Забалуевым плакат «Не растить барчуков!», по мнению Л. А. Вачаевой, относится к числу тех советских плакатов послевоенного времени, которые создавались для высмеивания отрицательных детских черт, на которых вместо дисциплинированного аккуратного ребёнка перед зрителями предстаёт баловник и лентяй.